# سرخ كان (نغار بردسير)
سرخ کان (بالفارسية: سرخ کان) هي قرية تقع في إيران في البلدة المركزية. يقدر عدد سكانها بـ 468 نسمة بحسب إحصاء 2016.